# Mangia il ricco
Mangia il ricco (Eat the Rich) è un film del 1987 diretto da Peter Richardson e interpretato dagli attori della famosa sit-com inglese The Comic Strip. Il 21 marzo 2012 il film è uscito in DVD in Italia.